# 吉祥路
吉祥路是中國廣州市越秀區的一條南北走向的道路，位於應元路以南，教育路以北。全長943米，寬13米。

## 歷史
1920年，市政府擴建蓮塘街、洛城街、衛邊街和厚玉街，成爲蓮塘路和吉祥路。及後合併此二路，成爲現在的吉祥路。文化大革命時期，曾被命名為“教育北路”，1982年復名吉祥路。

## 道路旁著名建築
由北至南排列
- 廣州市第二中學
- 中山紀念堂
- 廣東省人民政府
- 廣州市新聞出版和廣播電視局
- 人民公園
- 吉祥小學
- 動漫星城

## 與之交匯道路
道路顺序由北往南排列
- 应元路
- 东风中路
- 越华路
- 府前路
- 广卫路
- 中山五路

## 公共交通
- 广州地铁1号线公園前站
- 广州地铁2号线公園前站、紀念堂站

均在鄰近吉祥路位置設有出口。